# Гренгуар, Пьер
Пьер Гренго́р или Гренгуар (фр. Pierre Gringore/Gringoire; около 1475, Тюри-Аркур — 1539, Лотарингия) — средневековый французский поэт и автор народных фарсов, один из «великих риториков».

## Биография
Вместе с Ж. Маршаном занимался организацией уличных представлений и праздников в Париже (1501—1502, 1504, 1514, 1515, 1517). Создал много сатирических комедий и пародий на современные нравы, для площадных трупп «Беззаботные ребята» и «Mere Sotte» (соти «Игра о Принце дураков…», сатиру «Охота на оленя из оленей» (1512), моралите «Упрямец» (1512), пантомим и мистерий для торжественных представлений в честь высокопоставленных иностранных гостей короля Франции. Литературное значение Гренгуара заключается в том, что он создал во Франции политические фарсы, в которых в угоду Людовику XII насмехался над папством, духовенством, Реформацией и т. д. После 1518 года служил у герцога Антуана Лотарингского, оставив театральные занятия.

## Литературный образ
Гренгуар в сильно изменённом виде (и с изменённой фамилией) изображён в романе Виктора Гюго «Соборе Парижской богоматери», действие которого происходит в 1482 году, когда реальный исторический поэт был ребёнком, а также в одноактной комедии в стихах «Гренгуар» Теодора де Банвиля (Theatre-Francais, 1860). В мюзикле по мотивам романа во французской версии партию Гренгуара исполнял именитый франкоканадский певец Брюно Пельтье.